# إدوارد ماكورميك
إدوارد ماكورميك (1 نوفمبر 1862 - 31 ديسمبر 1941)  (بالإنجليزية: Edward McCormick)‏ هو لاعب كريكت بريطاني (وحمل سابقاً جنسية المملكة المتحدة لبريطانيا العظمى وأيرلندا).